# Escola Técnica Estadual Ferreira Viana
A Escola Técnica Estadual Ferreira Viana, é uma escola técnica da cidade do Rio de Janeiro integrante da Rede FAETEC. A escola oferece ensino médio regular, ensino médio integrado a curso técnico, curso técnico regular e especialização técnica. A instituição está localizada no bairro do Maracanã, no Rio de Janeiro, e funciona nos turnos da manhã, tarde e noite, de segunda à sábado.
É uma das três unidades da rede localizada na região do Maracanã (ISERJ,ETEAB)

## História
Ao longo de mais de cem anos a escola sofreu várias transformações e denominações até alcançar seu estado atual.
Inicialmente chamada de Casa de São José e inaugurada em 9 de agosto de 1888 sob a denominação de Casa de São José, graças aos esforços do então conselheiro do Império, Ministro da Justiça, Antônio Ferreira Viana, foi organizada uma comissão de caridade, angariando-se fundos para prestar socorro à infância desvalida, por meio da inauguração do Asilo Casa de São José, destinado a abrigar, manter e educar crianças órfãs ou abandonadas. No final do século XIX, o país vivia o fim do sistema escravista, inaugurando uma nova forma de relações de trabalho, a partir da reorganização da concepção social brasileira acerca do trabalho, por lhe atribuir valor negativo, degradante, em razão de seu exercício,em nosso país, ter sido atribuição dos escravos. Construía-se, a partir deste momento, uma nova ideologia, que se esforçava em reconhecer o trabalho como uma atividade enobrecedora, elemento primordial na construção da nação brasileira, que se pretendia civilizada. Considerando-se a situação acima exposta, o então Ministro da Justiça, Ferreira Viana, que redigira o texto da Lei Áurea, não por acaso, dois meses após a abolição, envia à Câmara dos Deputados um projeto de repressão à ociosidade, no sentido de garantir a manutenção da ordem, ameaçada pelo fim da escravidão. É neste contexto de dissolução de um mundo ordenado pela presença do trabalho escravo, e de formação de uma sociedade de trabalho burguesa capitalista que se insere a criação da Casa de São José. Em 9 de agosto de 1888, foi fundada a Casa de São José, na rua Barão de Itapagipe, 15, no Rio Comprido, e seus recursos vieram de doações de personalidades da época como o Conde de Bonfim, o Barão de Mesquita e a Princesa Isabel, até que o imperador Dom Pedro II mandou fazer uma emenda no orçamento para doar recursos para a escola.. Em 1896, a Casa de São José foi transferida para a rua Duque de Saxe, 50, atual rua General Canabarro, 291, devido as más condições do antigo asilo. Ao longo de sua história, desde a sua fundação, em 1888, a instituição recebeu várias denominações e esteve subordinada ao governo federal, à municipalidade e ao governo estadual, mantendo sempre a vocação de formar cidadãos para o mundo do trabalho, inicialmente por meio de oficinas, e, depois, sob a forma de cursos ligados ao setor industrial. A partir de 1912 a instituição passa a se chamar Escola de Artes Industriais, quando o ensino profissional passa a fazer parte da escola. Em 1916, a Casa de São José passa a denominar-se Instituto Ferreira Viana e um ano depois é fundada a Escola Normal de Artes e Ofícios Venceslau Brás. Em 1933, recebe o nome de Escola Pré-Vocacional Ferreira Viana; em 1942, com o incentivo de numerosas indústrias de bens de consumo, passando a denominar-se Escola Artesanal Ferreira Viana. Em 1954, em regime de semi-internato, passa a denominar-se Escola Industrial Ferreira Viana; em 1966 recebe a denominação de Colégio Estadual Ferreira Viana. Em 1975, era chamada de Centro Interescolar Ferreira Viana. Em 1976, a instituição passou a se chamar Colégio Ferreira Viana. Mais adiante, depois que o Ensino Médio integrado a Educação Profissional é iniciado e em 1988, é que a escola finalmente recebeu seu nome atual e transforma-se em Escola Técnica Estadual Ferreira Viana, destinada a ministrar o Ensino Médio integrado a Educação Profissional. A partir daí em 1997 a unidade passou a fazer parte da rede FAETEC, que gerencia a educação profissional da rede estadual do Rio de Janeiro.
Em 2020 completou 132 anos de fundação.
Sua sigla era ETEFEV e mais recentemente mudou-se para ETEFV.

## Ensino
- Ensino Médio
- Técnico em Eletrônica
- Técnico em Eletrotécnica
- Técnico em Telecomunicações
- Técnico em Edificações
- Técnico em Mecânica